# Классификация интернет-ресурсов в библиотеках
Существуют различные подходы к классификации интернет-ресурсов. Различия в подходах обусловлены целями, для которых разрабатывается классификация. Например, могут быть классификации в целях технического и программного обеспечения (недоступная ссылка), в целях обеспечения бизнес-процессов, в целях удовлетворения тематических запросов Архивная копия от 22 октября 2016 на Wayback Machine, классификации отдельных видов интернет-ресурсов — сайтов и др. В зависимости от подхода выбирается набор признаков классификации.
Теоретически можно объединить все существующие классификации интернет-ресурсов в одну всеобъемлющую классификацию. Однако практическая ценность такой глобальной классификации будет ниже, чем ценность отдельных классификаций, созданных с учётом конкретных потребностей.
В библиотеках интернет-ресурсы рассматриваются преимущественно как источники социально значимой информации (по аналогии с печатными документами). Свою задачу при работе с интернет-ресурсами библиотеки видят в том, чтобы отбирать наиболее ценные с точки зрения своих пользователей ресурсы и обеспечивать к ним удобный доступ. Организация работы по выполнению этих задач невозможна без классификации интернет-ресурсов в интересах библиотечной деятельности.
Для работы с интернет-ресурсами библиотекам важна классификация по следующим признакам:

## Основания деления

### По способу доступа
- открытый доступ
- ограниченный доступ (коммерческие, корпоративные, личные ограничения)

### По отношению владельца ресурса к авторству
- собственного авторства
- авторства третьей стороны

### По способу производства ресурса
- изначально созданные в цифровом виде
- оцифрованные (владельцем ресурса, третьей стороной)

### По размещению
- автономные сайты
- разделы сайтов

### По составу
- моноресурсы
- коллекции

### По регулярности обновления
- периодически обновляемые
- нерегулярно обновляемые
- необновляемые

### По способу передачи информации
- текст.
- видео
- аудио
- графика
- мультимедиа
- квест

### По способу генерации информации
- статические
- динамические (генерирующие ответы на запросы к базам данных)